# Davide Massa
Davide Massa (ur. 15 lipca 1981) – włoski sędzia piłkarski, który prowadzi spotkania w Serie A. Od 2014 roku jest sędzią międzynarodowym. 

## Kariera sędziowska
W 2011 roku Massa uzyskał promocję do prowadzenia spotkań rozgrywanych w ramach Serie A. Zadebiutował w lidze 23 stycznia 2011 r. w meczu Fiorentina - Lecce. W 2014 roku został wpisany na listę sędziów międzynarodowych. Pierwszy mecz seniorskich reprezentacji narodowych poprowadził 8 czerwca 2015 r. między Turcją, a Bułgarią. 
3 listopada 2016 roku po raz pierwszy w karierze poprowadził mecz w ramach fazy grupowej Ligi Europy UEFA (Maccabi Tel Awiw - AZ Alkmaar). W 2017 roku Massa został wybrany do prowadzenia spotkań w ramach Mistrzostw Europy U-19 w Gruzji. Na turnieju tym poprowadził półfinałowy mecz pomiędzy Anglią i Czechami.
13 sierpnia 2017 roku został wybrany do sędziowania meczu o Superpuchar Włoch między Juventusem, a Lazio. W sezonie 2018/2019 zadebiutował w fazie grupowej Ligi Mistrzów UEFA. 6 listopada 2018 roku rozstrzygał w spotkaniu FC Porto - Lokomotiw Moskwa.
Rok później został powołany na Mistrzostwa Świata U-20 w Polsce. 